# Bloodthirst (album)
Bloodthirst – album amerykańskiej grupy deathmetalowej Cannibal Corpse. Wydany został w 1999 roku nakładem Metal Blade Records.
Według danych z kwietnia 2002 album sprzedał się w nakładzie 36,574 egzemplarzy na terenie Stanów Zjednoczonych.

## Lista utworów
Opracowano na podstawie materiału źródłowego.
| Nr  | Tytuł utworu                  | Słowa             | Muzyka       | Długość |
| --- | ----------------------------- | ----------------- | ------------ | ------- |
| 1.  | „Pounded into Dust”           | Alex Webster      | Alex Webster | 2:17    |
| 2.  | „Dead Human Collection”       | Paul Mazurkiewicz | Pat O’Brien  | 2:30    |
| 3.  | „Unleashing the Bloodthirsty” | Alex Webster      | Alex Webster | 3:50    |
| 4.  | „The Spine Splitter”          | Paul Mazurkiewicz | Jack Owen    | 3:10    |
| 5.  | „Ecstacy in Decay”            | Paul Mazurkiewicz | Pat O’Brien  | 3:12    |
| 6.  | „Raped by the Beast”          | Paul Mazurkiewicz | Jack Owen    | 2:34    |
| 7.  | „Coffinfeeder”                | Alex Webster      | Alex Webster | 3:04    |
| 8.  | „Hacksaw Decapitation”        | Paul Mazurkiewicz | Pat O’Brien  | 4:12    |
| 9.  | „Blowtorch Slaughter”         | Paul Mazurkiewicz | Alex Webster | 2:33    |
| 10. | „Sickening Metamorphosis”     | Alex Webster      | Alex Webster | 3:23    |
| 11. | „Condemned to Agony”          | Alex Webster      | Alex Webster | 3:44    |
|     |                               |                   |              | 34:29   |

## Twórcy
Opracowano na podstawie materiału źródłowego.

- George "Corpsegrinder" Fisher - śpiew
- Jack Owen - gitara rytmiczna, gitara prowadząca
- Pat O’Brien - gitara rytmiczna, gitara prowadząca
- Alex Webster - gitara basowa
- Paul Mazurkiewicz - perkusja
- Colin Richardson - produkcja muzyczna
- Justin Leeah - inżynieria dźwięku
- Bobby Torres - asystent inżyniera dźwięku
- Eddy Schreyer - mastering
- Vincent Locke - okładka
- Brian Ames - oprawa graficzna
- Alex McKnight - zdjęcia